# مقاطعة غانزي
مقاطعة غانزي (بالإنجليزية: Ghanzi District)‏ هي مقاطعة في بوتسوانا، تتبع بوتسوانا، عاصمتها غانزي ‏.

## الموقع
تشترك في الحدود مع:
- مقاطعة الشمال الغربي
- مقاطعة كويننغ
- المقاطعة المركزية
- مقاطعة كغالاجادي.